# Жуль Брюне
Жуль Брюне́ (2 січня 1838 , Бельфор  — 12 серпня 1911 , Фонтене-су-Буа ) — французький офіцер, який брав участь у військових кампаніях у Мексиці та Японії, а пізніше став генералом і начальником штабу французького військового міністра у 1898 році. Був відправлений до Японії з французькою військовою місією 1867 року, і після поразки сьоґуна, він відіграв важливу роль в останньому етапі війни Босін між військами імператора і армією сьоґуна.

## Молодість
Народився в місті Бельфор, у Франш-Конте на сході Франції. Закінчив Політехнічну школа в 1857 році, де він спеціалізувався на артилерії. Брав участь у французькій інтервенції в Мексику (1862–1867), пізніше був членом першої французької місії в Японії у 1867.

## Прибуття до Японії
Наполеон III послав групу військових радників до Японії, щоб допомогти модернізувати армію сьоґуна. Брюне був відправлений як артилерійський інструктор. Місія прибула на початку 1867 року й близько року готувала війська сьоґуна. У 1868 році, сьоґун був повалений у війні Босін, влада імператора Мейдзі була відновлена. До французької місії надійшов наказ покинути Японію.
Проте Брюне залишився. Він звільнився з французької армії і виїхав на північ Японії із залишками військ сьоґунату в надії контратакувати. У листі до Наполеона III, Брюне пояснив план Альянсу, а також його роль у ньому:
|  | Революція змушує військову місію повернутися до Франції. Я залишаюсь один, один я хочу продовжувати, в нових умовах: результати, отримані Місією, разом з Партією Півночі, що є стороною прихильною до Франції в Японії. Незабаром реакція пройде, і Дайме Півночі запропонував мені бути його душею. Я прийняв, тому що за допомогою однієї тисячі японських офіцерів і унтерофіцерів, наших учнів, я можу направити 50000 людей Конфедерації — Жюль Брюне, Лист до Наполеона III |

## Війна Босін
Жюль Брюне був досить активним у війні Босін. Брюне і капітан Андре Сазенауве були присутні в битві при Тоба-Фусімі (27—31 січня 1868), неподалік від Осаки. Після імператорської перемоги, Брюне, Сезенауве і адмірал сьоґуна — Еномото Момосе, втекли до Едо (нині Токіо) на військовому кораблі «Fujisan». Коли Едо впав під натиском військ імператора, Еномото і Брюне втекли на острів Хоккайдо, де вони проголосили республіку Едзо, з Еномото на чолі (як президента). Брюне допоміг організувати армію Едзо, під змішаним франко-японським керівництвом. Оторі Кейсуке головнокомандувач — з боку японців, і Брюне — з французького боку. Кожною з чотирьох бригад командували французькі офіцери (Фортант, Марлін, Сезенауве, Буф), разом з японськими офіцерами які командували кожною пів-бригадою.
Останній бій сил Сьоґуна/Едзо з імператорськими військами відбувся під Хакодате. Сили Едзо, що налічували 3000 вояків, зазнали поразки від 7 тисячного війська імператора.
Брюне високо оцінив Шінсенгумі віце-командира Хіджіката Тошізо у своїх мемуарах. Високо оцінивши здатність Хіджіката як лідера, він сказав, що якби ця людина була в Європі, вона, безумовно, стала б генералом.

## Повернення до Франції
Брюне та інші французькі радники розшукувалися Імператорським урядом. Але вони були евакуйовані з Хоккайдо, французьким військовим кораблем (корвет Coëtlogon під командуванням Дупетіт-Туара), а потім доставлений в Сайгон на «Дюплексі». Після чого Брюне повернувся у Францію. Новий японський уряд просив покарати Брюне за його участь у війні Босін. Але його дії знайшли підтримку у народу Франції і прохання було відхилене. Замість цього, він був швидко реабілітований і повернувся у французьку армію. Під час франко-пруської війни 1870–1871 рр., він був узятий в полон при облозі Меца. Після війни, він зіграв ключову роль як член Версальської армії у придушенні Паризької Комуни в 1871 році.

## Реабілітація в Японії
Колишній союзник Брюне адмірал Еномото, приєднався до імператорського уряду і став міністром Імператорського Флоту Японії. Завдяки впливу Еномото в імператорському уряді, не лише пробачили дії Брюне, але й нагородили медалями у травні 1881 року та березні 1885 року. Медалі були представлені в японському посольстві в Парижі.

## Пізніша кар'єра
Брюне дослужився до звання генерала у французькій армії за 17 років. У 1898 році Чаноїн, його колишній старший офіцер у місії в Японії, став військовим міністром, і Брюне був призначений начальником штабу («Chef de l'état-major du ministre de la Guerre»).

## Малюнки Жуля Брюне
Брюне був талановитим художником, який залишив численні зображення своєї подорожі по Мексиці і Японії.

## Персона у культурі
У кінематографі Жуль Брюне став прототипом капітана Натана Олгрена у фільмі «Останній самурай» (2003 р.)